# The Back Room
The Back Room — дебютний студійний альбом британського гурту Editors, представлений 25 липня 2005 року. Альбом дебютував на 13 позиції у британському чарті, підняшивсь до 2 позиції у січні 2006 року. Продюсером альбому став Джим Аббіс; платівку було видано на лейблі Kitchenware у Великій Британії, PIAS Recordings — у Європі та Fader Label — у США. Альбом отримав номінацю на Mercury Prize у 2006 році.

## Огляд
Editors отримали загальне схвалення від критиків за свою дебютну платівку. На сайті Metacritic альбом отримав 76 із 100 можливих балів на основі 23 оглядів. Окрім звичайної версії, у Великій Британії було представлено лімітоване дводискове видання; на другому диску із назвою Cuttings гурт представив невикористані записи із сесій, а також В-сайди. У Нідерландах та Німеччині гурт перевидав альбом також як спеціальне обмежене видання, до якого увійшов 50-хвилинний виступ гурту у культурному центрі Амстердама Paradiso, записаний 30 січня 2006 року.

## Список композицій
| #   | Назва                      | Тривалість |
| --- | -------------------------- | ---------- |
| 1.  | «Lights»                   | 2:31       |
| 2.  | «Munich»                   | 3:46       |
| 3.  | «Blood»                    | 3:29       |
| 4.  | «Fall»                     | 5:06       |
| 5.  | «All Sparks»               | 3:33       |
| 6.  | «Camera»                   | 5:02       |
| 7.  | «Fingers in the Factories» | 4:14       |
| 8.  | «Bullets»                  | 3:09       |
| 9.  | «Someone Says»             | 3:13       |
| 10. | «Open Your Arms»           | 6:00       |
| 11. | «Distance»                 | 3:38       |

| Ексклюзивна iTunes композиція | Ексклюзивна iTunes композиція | Ексклюзивна iTunes композиція |
| #                             | Назва                         | Тривалість                    |
| ----------------------------- | ----------------------------- | ----------------------------- |
| 12.                           | «French Disko»                | 2:25                          |

| Cuttings (додатковий диск у Великій Британії) | Cuttings (додатковий диск у Великій Британії) | Cuttings (додатковий диск у Великій Британії) |
| #                                             | Назва                                         | Тривалість                                    |
| --------------------------------------------- | --------------------------------------------- | --------------------------------------------- |
| 1.                                            | «Let Your Good Heart Lead You Home»           | 4:38                                          |
| 2.                                            | «You Are Fading»                              | 4:30                                          |
| 3.                                            | «Crawl Down the Wall»                         | 3:34                                          |
| 4.                                            | «Colours»                                     | 3:51                                          |
| 5.                                            | «Release»                                     | 5:44                                          |
| 6.                                            | «Forest Fire»                                 | 3:00                                          |

| Фестивальне бонус видання (Нідерланди і Німеччина) | Фестивальне бонус видання (Нідерланди і Німеччина) | Фестивальне бонус видання (Нідерланди і Німеччина) |
| #                                                  | Назва                                              | Тривалість                                         |
| -------------------------------------------------- | -------------------------------------------------- | -------------------------------------------------- |
| 1.                                                 | «Lights»                                           |                                                    |
| 2.                                                 | «Blood»                                            |                                                    |
| 3.                                                 | «All Sparks»                                       |                                                    |
| 4.                                                 | «Fall»                                             |                                                    |
| 5.                                                 | «Bullets»                                          |                                                    |
| 6.                                                 | «Find Yourself a Safe Place»                       |                                                    |
| 7.                                                 | «Camera»                                           |                                                    |
| 8.                                                 | «You Are Fading»                                   |                                                    |
| 9.                                                 | «Munich»                                           |                                                    |
| 10.                                                | «Open Your Arms»                                   |                                                    |
| 11.                                                | «Fingers in the Factories»                         |                                                    |

## Позиції в чартах
| Чарт                             | Найвища позиція | Продажі    | Сертифікація |
| -------------------------------- | --------------- | ---------- | ------------ |
| Велика Британія                  | 2               | 555,588    | Платиновий   |
| Бельгія                          | 53              | 15 000+    | Золотий      |
| Франція                          | 107             | —          | —            |
| Ірландія                         | 23              | 7 500+     | Золотий      |
| Нідерланди                       | 30              | —          | —            |
| США Top Heatseekers              | 14              | —          | —            |
| United States Independent Albums | 21              | —          | —            |
| Світ                             | —               | 1 000 000+ | —            |